# Junciera
Una junciera (de «juncia») es un recipiente cerámico con forma de vaso alfarero para preparar infusiones con vinagre. Dispone de una tapadera por cuyos orificios escapa el aroma de las raíces o hierbas maceradas en su interior y puestas sobre una fuente de calor. Su uso es similar al del pebetero.

## Uso literario
De entre las citas del uso literario de este término, puede recogerse el que hace Francisco Gregorio de Salas en el tomo I de sus Poesías (1797).

...que quando llego á casa, y me le quito,

sanea el aposento donde habito,

y arrimado á un rincón, ó adonde quiera,

me sirve de perfume y de junciera.